# Pierre Bourgarit
Pierre Bourgarit (Francia, 12 de septiembre de 1997) es un jugador profesional francés de rugby que se desempeña en la posición de hooker en Stade Rochelais, equipo perteneciente a la liga Top 14.

## Carrera
Bourgarit es un jugador de formación francesa (JIFF). En 2008 comenzó su carrera deportiva con el equipo ES Gimont Rugby, en el cual jugó siete temporadas (2008-2015), después pasó a Football-Club Auch (2015-2017), luego a Stade Rochelais, donde lleva jugando siete temporadas.